# Syngonium chocoanum
Syngonium chocoanum là một loài thực vật có hoa trong họ Ráy (Araceae). Loài này được Croat miêu tả khoa học đầu tiên năm 1981 publ. 1982.